# Toeristische spoorlijn Čermeľ – Alpinka

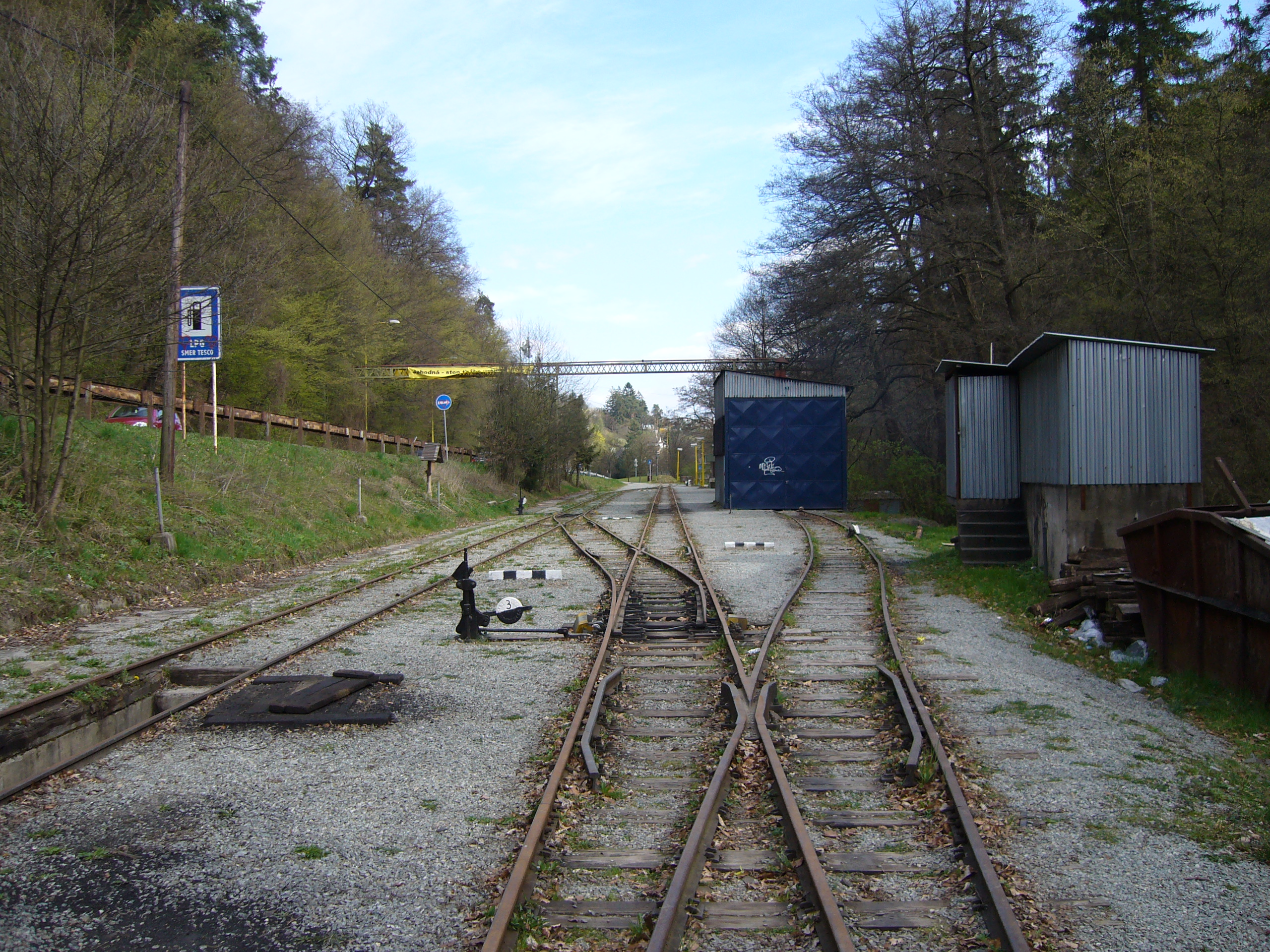
Het stationnetje van de smalspoorlijn in Čermel.

De Toeristische spoorlijn Čermeľ – Alpinka is een smalspoorlijn die Čermeľ met Alpinka verbindt.
De lijn heeft een spoorbreedte van  1 meter en heeft een lengte van 3,9 kilometer. Ze is gelegen in een recreatieve zone in de noordelijke buitenwijk : Košice-Sever, in de vallei van de Čermeľský-beek. Het was de eerste amateurspoorweg in het voormalige Tsjecho-Slowakije en is thans de enige spoorlijn van deze aard die op het grondgebied van Slowakije nog bestaat.
De lijn wordt uitgebaat door de vereniging Detská železnica Košice (vertaling: Kinderspoorweg van Košice) in nauwe samenwerking met de stad Košice en particuliere partners. 
De bouw vond plaats in de jaren 1955 - 1956.
Op het traject liggen drie stations: Čermeľ (Čermeľ-Baránok), Vpred (Čermeľ-Vodáreň) en Alpinka.
Ongeveer 20 minuten duurt de reis vanaf het beginpunt van de lijn, tot het eindpunt.
De Kinderspoorlijn is jaarlijks operationeel vanaf 1 mei en het seizoen duurt meestal tot laat in de herfst.
Een interessant kenmerk van deze lijn is dat er onder toezicht van volwassenen kinderen bij de dienst betrokken zijn (met uitzondering van de voerder en de stationschef).

## Geschiedenis

### Ontwerp, bouw en tractie

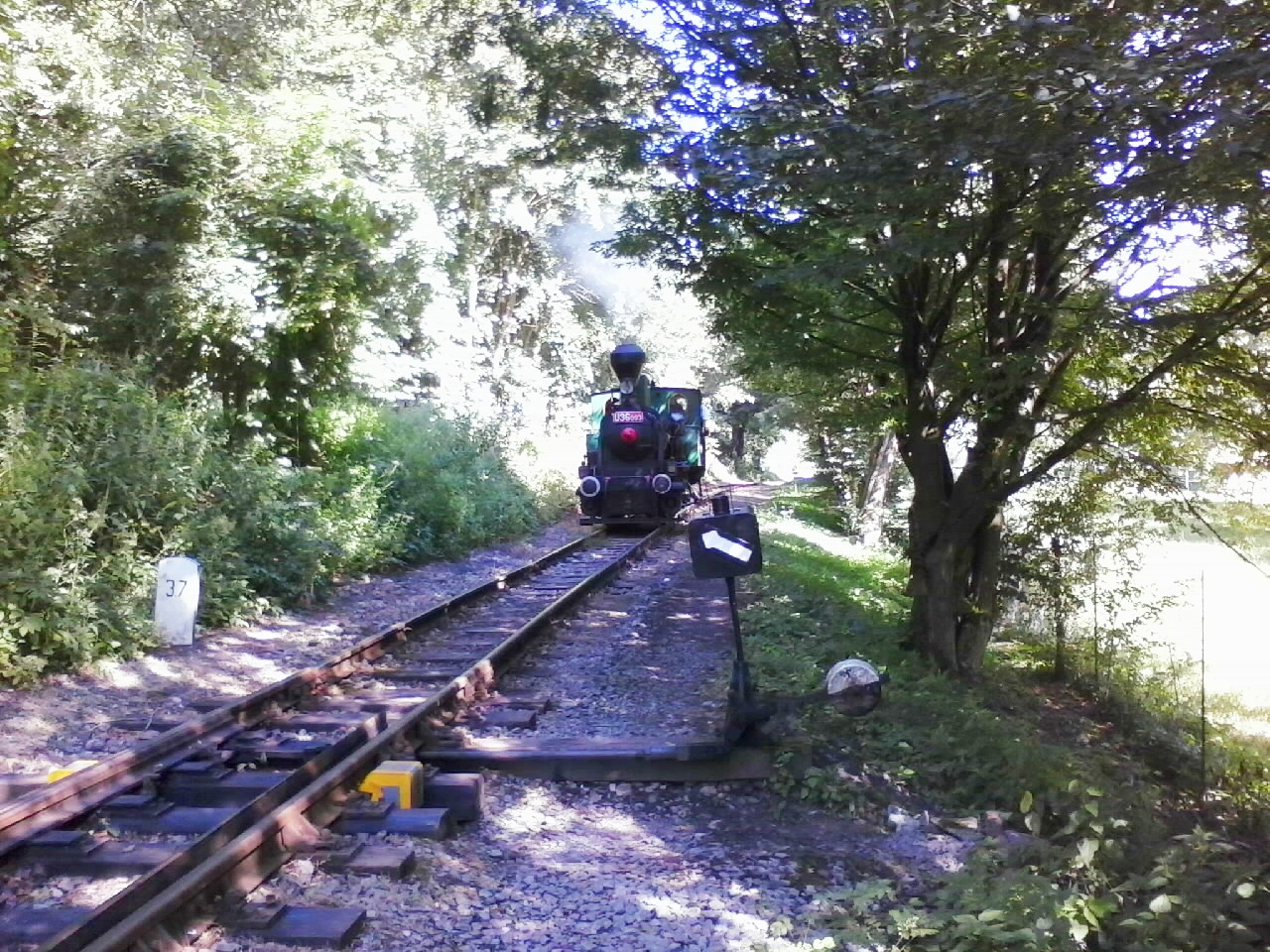
Stoomlocomotief Katka in station Alpinka.

Plannen voor de aanleg van een reguliere spoorlijn in de Čermeľské-vallei waren er reeds voor de Tweede Wereldoorlog. Het doel van zulke lijn was vervoer van hout. Doordat in die tijd voor de houtwinning het transport met tractoren en vrachtwagens opgang maakte, werd deze spoorlijn uiteindelijk niet verwezenlijkt.
Het idee om een spoorlijn te bouwen voor amateurs (leerlingen van de basisschool) ontstond nadat Vojtech Janík een soortgelijke spoorlijn in de Sovjet-Unie bezocht. Na verscheidene ontwerpen voor traject en locatie en evenzoveel aanpassingen, werd besloten om de lijn in Košice aan te leggen vanaf de toenmalige tramterminus in Čermel.
De constructie begon op 17 april 1955 en was voltooid op 1 mei 1956. Ze gebeurde in twee fasen en werd manueel uitgevoerd met minimaal gebruik van constructiemechanismen.
De lijn werd door de toenmalige Tsjecho-Slowaakse Jeugdunie uitgeroepen tot "Jeugdbouwwerk", aangezien naast ČSD-medewerkers ook jongeren, voornamelijk leerlingen van de spoorwegopleidingsscholen in Košice en Zvolen, aan de bouw deelnamen. Tijdens de bouw maakte men onder meer gebruik van enkele rails en wissels van de voormalige smalspoorlijn Hronská Breznica - Banská Štiavnica (thans: Hronská Dúbrava - Banská Štiavnica). Deze elementen waren beschikbaar vermits die lijn in de jaren 1948-1949 was omgebouwd tot normaalspoor. Sommige van deze componenten zijn nog steeds in het station Čermeľ in gebruik.
Na de voltooiing van het eerste gedeelte Čermeľ-Vpred reed op 20 september 1955 -bij wijze van proef- een trein gesleept door de stoomlocomotief U 35.104 (bijnaam: Anička). Vervolgens werd de uitbating van deze spoorlijn ceremonieel gestart. Nog geen jaar later, op 1 mei 1956, werd het tweede traject Vpred-Alpinka in gebruik genomen.
De eploitatie op dit tweede deel begon met locomotief U 36.004 die afkomstig was van de lijn Gelnica - Mníšek nad Hnilcom - Smolník. Dit tractievoertuig reed slechts gedurende kort tijd op de Čermeľská-spoorlijn. Na vijf en een halve maand dienst keerde het op 16 oktober 1956 terug naar zijn oorspronkelijke route. Hij was overtollig geworden vermits ruim een maand voordien, op 10 september, stoomlocomotief U 35.103 (bijnaam: Katka), de dienst kwam versterken.
De locomotieven Anička en Katka waren tot 1961 druk in de weer. Toen werden ze op rust gezet. Hun inzet op de Čermeľ-spoorlijn was ook hun laatste gebruik. Het krachtvoertuig U 35.103 (Katka) werd kort nadien overgedragen aan het Technisch Museum van Košice, waar het -niettegenstaande zijn historische waarde- werd gesloopt.

### Dieseltractie

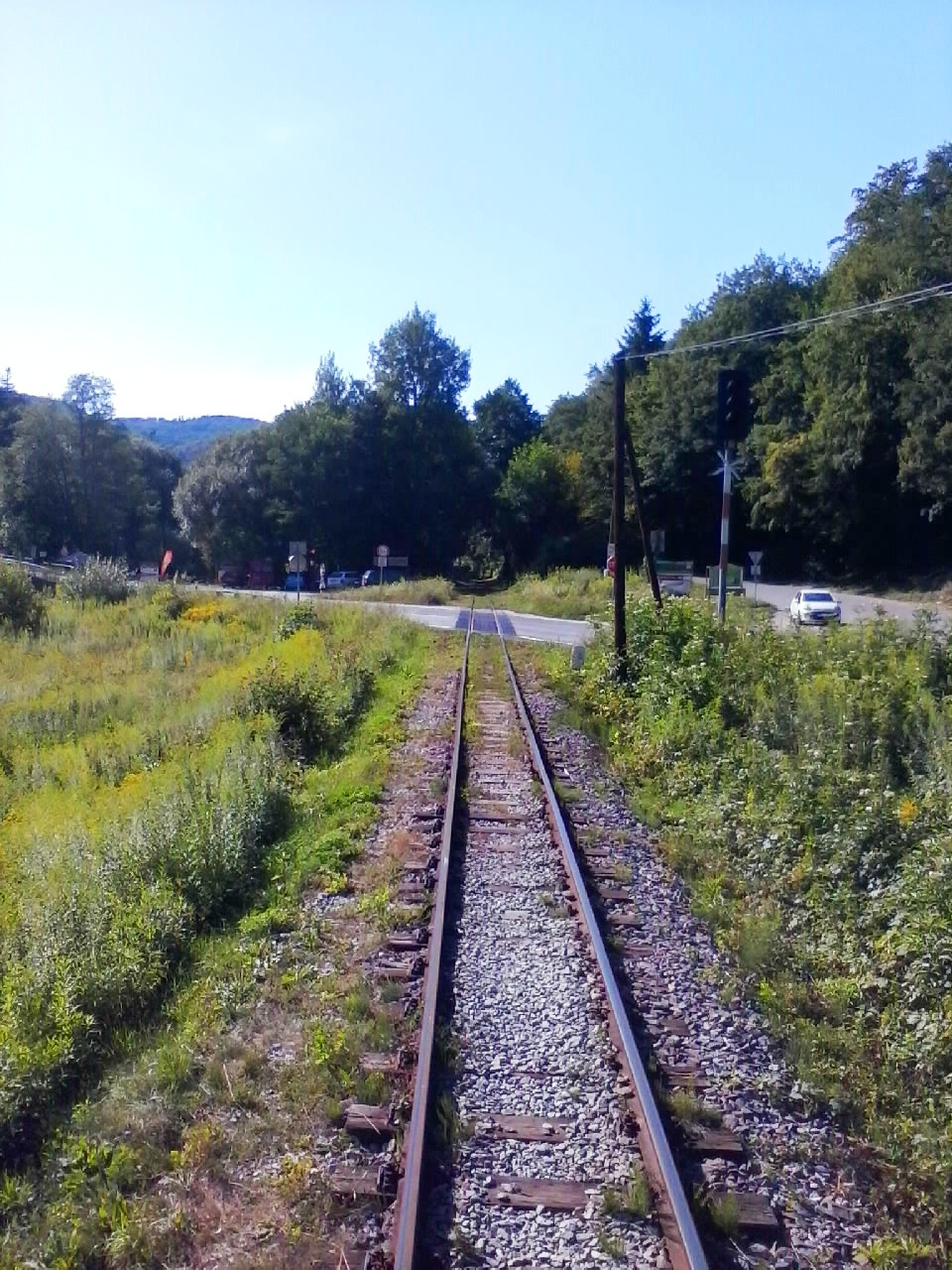
Een overweg in Alpinka.

Sedert 1962 verzekeren twee diesellocomotieven (TU 29.2002: Janka en TU 29.2003: Danka) de tractie op de Čermeľská-spoorlijn. Beide werden in Praag aan het begin van de jaren 1950 en 1960 voor normaalspoor vervaardigd. Begin 1962 ondergingen ze een aanpassing voor smalspoor.

### Moeilijke tijden na 1970
In 1973 werd het verkeer op de Čermeľská-spoorlijn stilgelegd vanwege de nood aan onderhoud. Ingevolge de grote publieke belangstelling werd opnieuw in de lijn geïnvesteerd. Een deel van de dwarsliggers, de rails en het grindbed werd vervangen. Na twee jaar werd de uitbating hernomen.
Een volgend groot onderhoud vond plaats in de jaren 1986 - 1987, toen een groot deel van de rails aan vervanging toe was. Tijdens deze spoorwerken gebruikte men een drilboor die werd geleend van de tramlijn van de Hoge Tatra.
Naast het onderhoud aan het spoor was ook een intensief onderhoud van de beide locomotieven (Janka en Danka) een noodzaak. Aan het einde van het seizoen werden deze tractievoertuigen bij middel van opleggers naar het locomotiefdepot in Košice vervoerd , waar ze regelmatig onderhoud kregen.

### Na 1990
Als gevolg van politieke veranderingen eind 1989 werd de naam van de Čermeľ-spoorlijn veranderd in de "Jeugdspoorlijn" en later in de "Kinderspoorlijn". Om dezelfde reden werd het amateursstation op het einde van de lijn omgedoopt tot Alpinka. Deze naam werd in het verleden gebruikt voor de buurt.

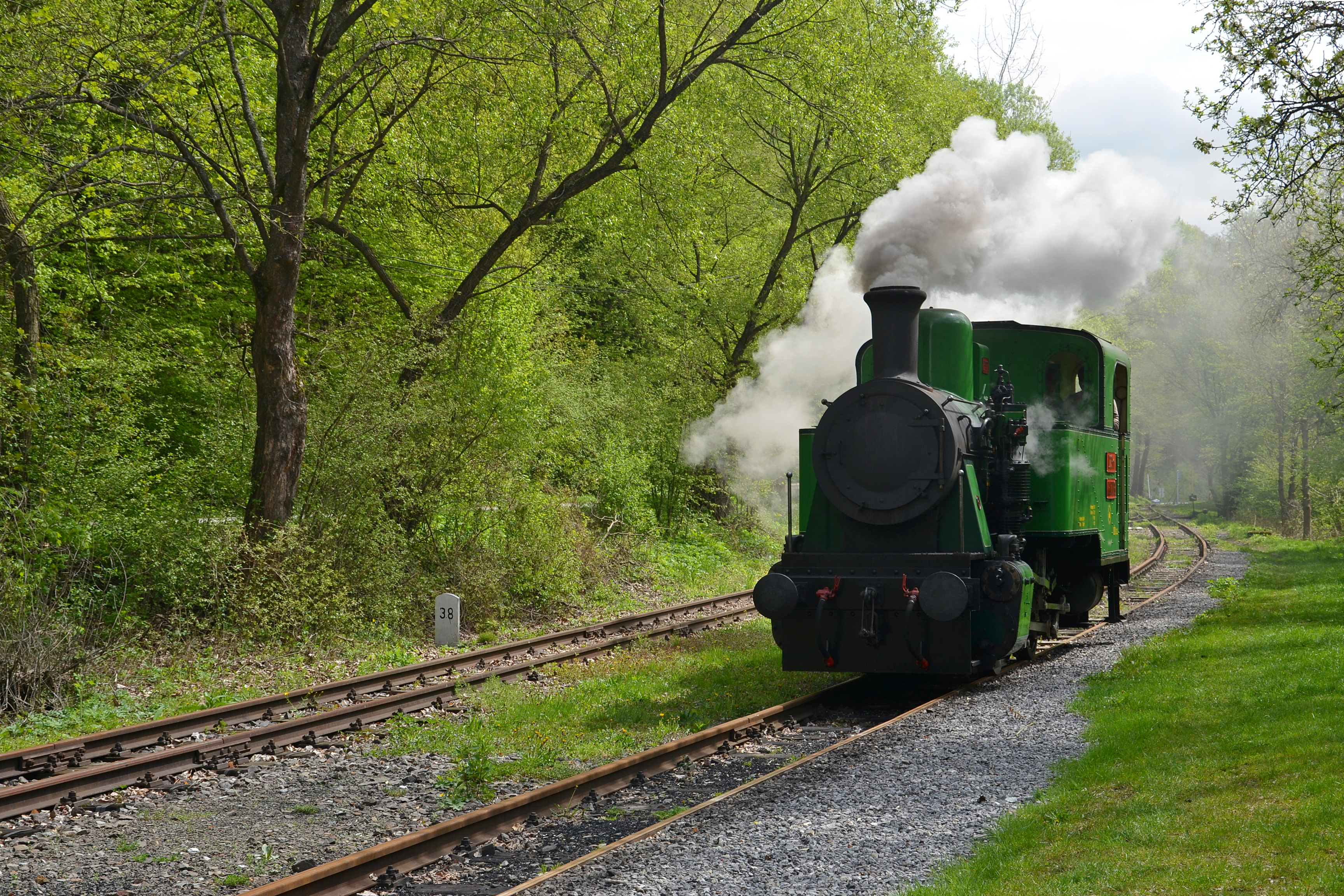
Stoomlocomotief Krutwig.

Door de teloorgang van de amateursorganisatie en de strikte toepassing van spoorwegreglementen konden de kinderen vanaf de jaren 1990 niet meer actief deel nemen aan het spoorweggebeuren. Sedertdien werd het verkeer bewerkstelligd door medewerkers van de toenmalige Tsjecho-Slowaakse spoorwegmaatschappij ČSD, en na 1993 door de Slowaakse spoorwegmaatschappij ŽSR.
In de jaren 1990 - 1991 wijzigde men de configuratie van het station Alpinka en de wissels werden vervangen.
In 1991 nam men de stoomlocomotief U 36.003 (bijnaam: Katka) in gebruik en de diesellocomotieven Janka en Danka werden overgebracht naar het depot van de ŽSR in Košice.
Sindsdien stagneerden de activiteiten op de Kinderspoorlijn met als gevolg dat deze meermaals met sluiting bedreigd werd.
In 2001 trad er een wijziging op in de exploitatie. Dit was het gevolg van de splitsing van de ŽSR in drie afzonderlijke entiteiten (Infrastructuurbeheer, Reizigersvervoer en Goederenvervoer). Van toen af kwam de lijn onder het bestuur van ŽSR en werd het onderhoud namens het stadsbestuur uitgevoerd door de Vervoersmaatschappij van de stad Košice.
In 2006 moest het spoor opnieuw worden aangelegd vanwege grote schade veroorzaakt door voorjaarsoverstromingen. Dit nam niet weg dat de Kinderspoorlijn haar 50-jarig jubileum vierde. Bij deze gelegenheid werd een gedenkplaat onthuld ter gedachtenis aan dit jubileum.

### Na 2012

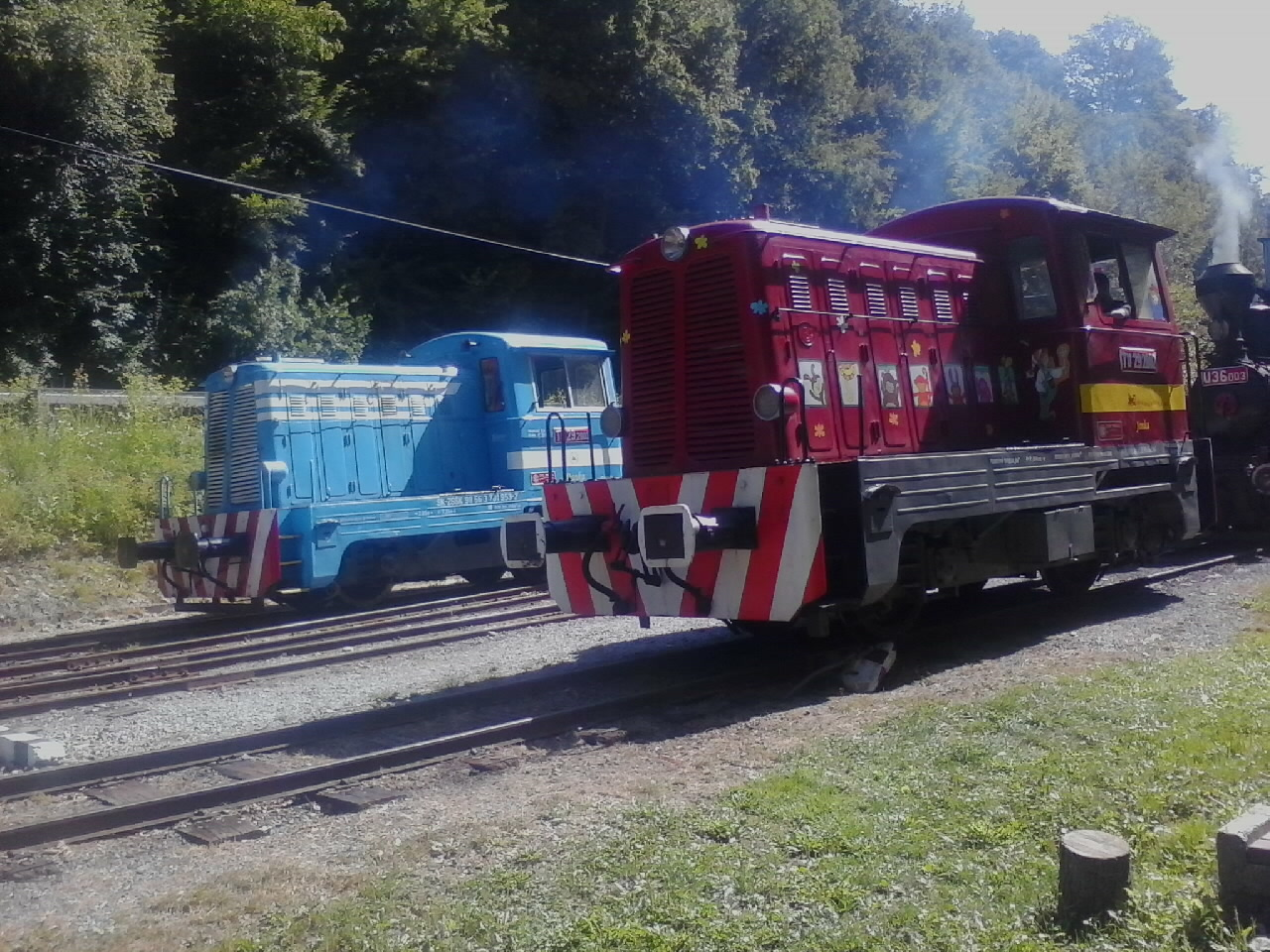
De diesellocomotieven
Danka (links) en Janka (rechts).

In 2012 werd de exploitatie van de spoorlijn overgenomen door een particuliere vereniging met de naam: "Kinderspoorweg van Košice" (Slowaaks: Detská železnica Košice). Dankzij deze vereniging was het mogelijk om de kinderen opnieuw "personeelsactiviteiten" te geven, het seizoen te verlengen tot het late najaar en een aantal culturele evenementen te organiseren. Ook keerde de diesellocomotief "Janka" terug op het spoor.
Jaarlijks wordt in de laatste week van april -voorafgaandelijk aan de eerste rit- het "ontwaken van Katka" gevierd in het ŽSR-depot in Košice. Naast de ceremoniële ontsteking van het vuur in de vuurhaard van deze stoomlocomotief, omvat deze viering een tentoonstelling van historische en hedendaagse krachtvoertuigen en wagons, een locomotiefparade, ritten van historische treinen of een tentoonstelling van ongewone maquettes en schilderijen uit het spoorwegleven.
De ceremoniële opening van het seizoen vindt enkele dagen later plaats, op 1 mei. Ze maakt telkens deel uit van de "Košice City Day-vieringen".
De historische smalspoorlijn in Košice kreeg in 2021 een Europese financiering voor modernisering. Deze renovatie moet de herstelling van de ketel van de Katka-locomotief omvatten, de wederopbouw van vier bruggen en ook de reconstructie van ongeveer 1 kilometer spoor. Daarenboven moeten twee Italiaanse rijtuigen omgebouwd worden tot "zomerrijtuigen". In het project wordt de smalspoorlijn aangehaald als unieke toegangspoort tot de kennis van natuurlijk en cultureel erfgoed. Voor dit project ontvangt deze lijn een bedrag van € 174.000.

## Rijdend materieel
Het rijdend materieel bestaat uit:
a) Locomotieven:
- U 36.003 - Katka
- U 29.101 - Krutwig
- TU 29.2002 - Janka
- TU 29.2003 - Danka
- TU 29.2004 - Vlasta

b) Wagens:
- 3 open (zomer)wagens
- 4 huifkarren
- 2 bedrijfswagens
- 1 kiepwagen

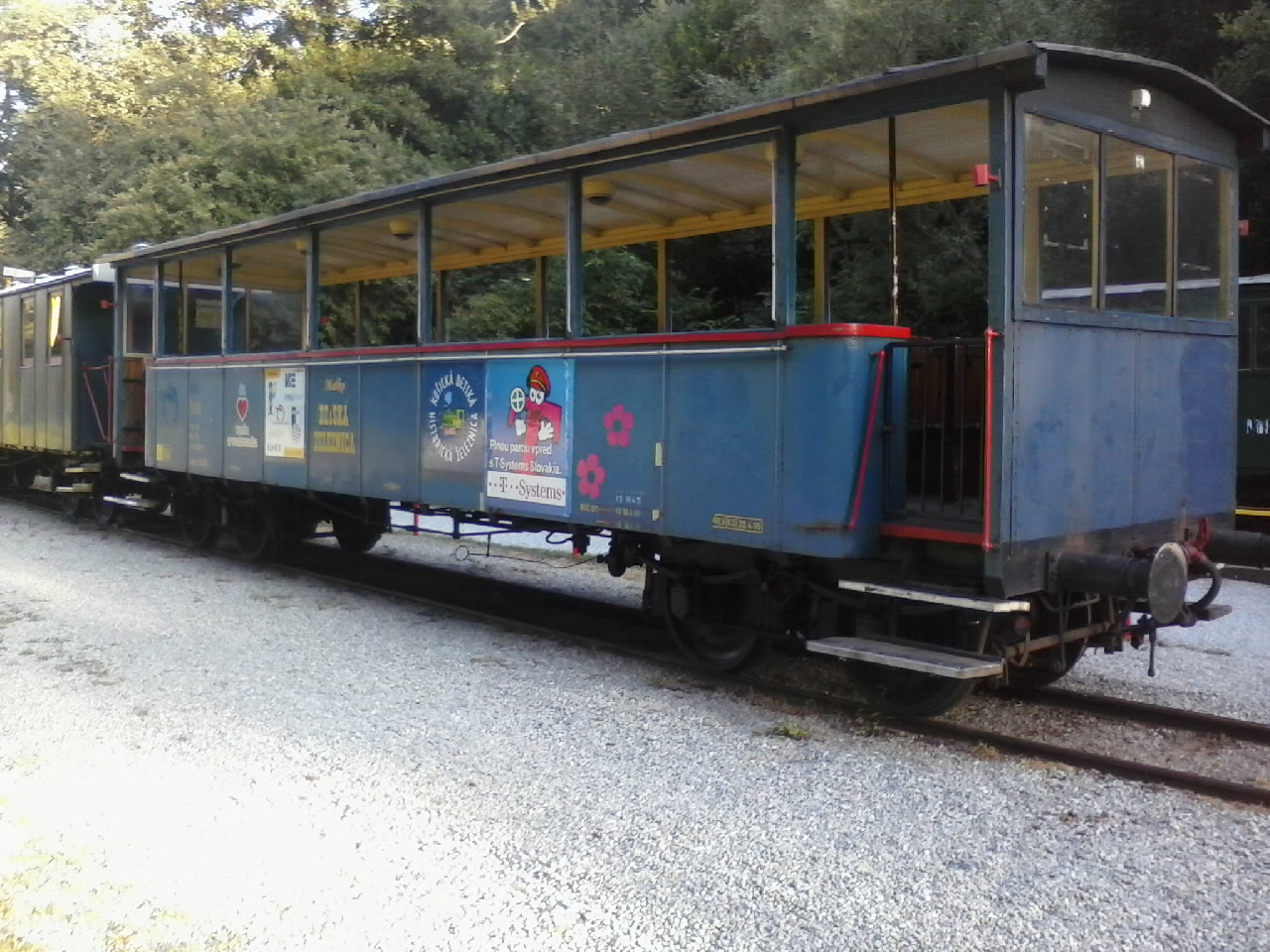
Een open zomerwagen.

Stoomlocomotief U 36.003 (Katka) rijdt sinds 1991 op de Čermeľ-spoorlijn. Een soortgelijke locomotief van dezelfde reeks (U 36.004) reed eerder in de jaren 1955-1956 op deze lijn. Locomotief Katka is de oudste functionele locomotief in voormalig Tsjecho-Slowakije en in Centraal-Europa.
Hij werd in 1884 vervaardigd en reed :
- van 1884 tot 1938 op de smalspoorlijn Gelnica - Mníšek nad Hnilcom - Smolník,
- van 1938 tot 1949 op de lijn Hronská Breznica - Banská Štiavnica,
- van 1949 tot 1965 opnieuw op de lijn Gelnica - Mníšek nad Hnilcom - Smolník (thans gesloten).

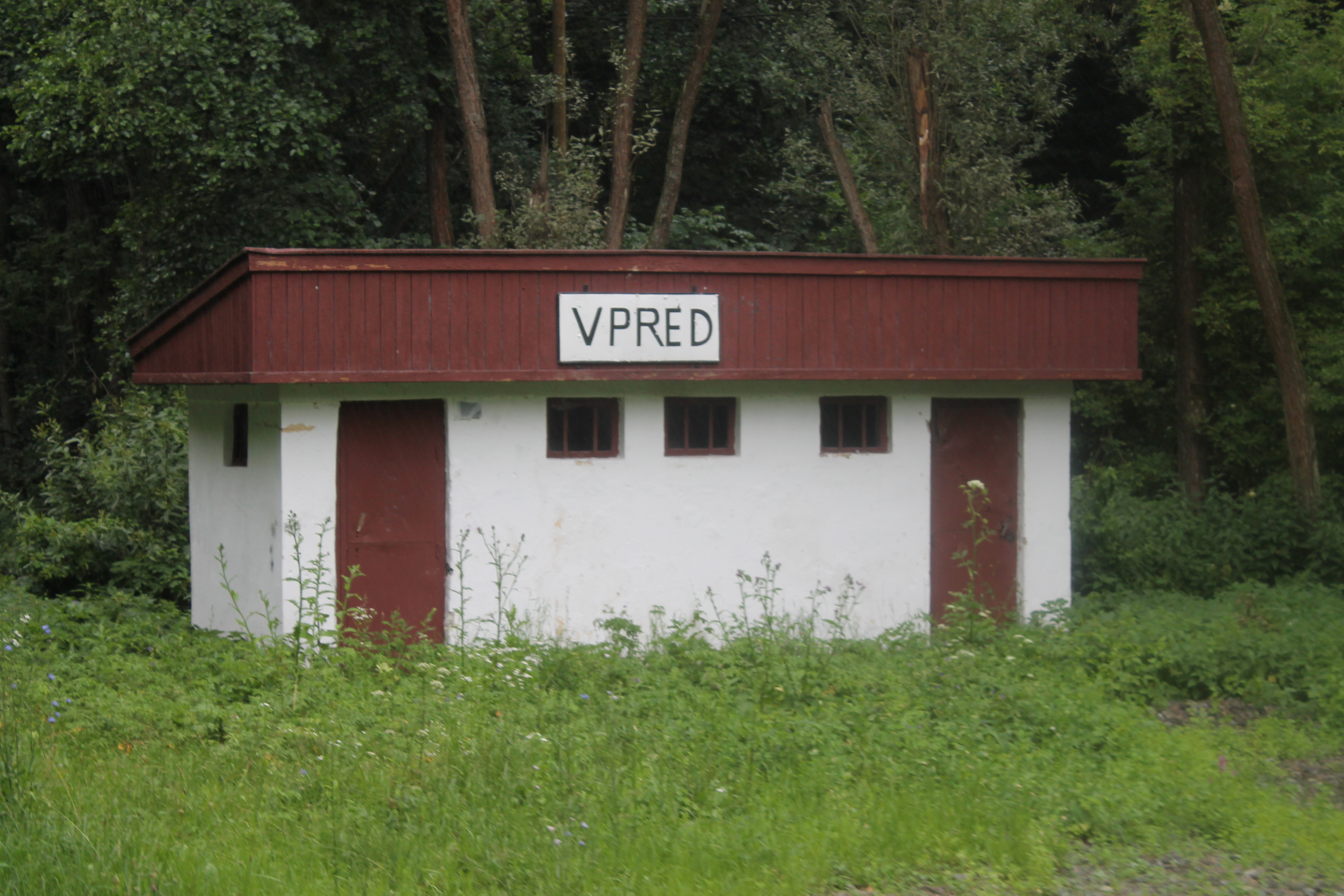
Het stationnetje Vpred (Čermeľ-Vodáreň).

Deze locomotief werd in 1965 buiten dienst gesteld en in 1974 bij wijze van gedenkteken tentoongesteld in het locomotievendepot van Spišská Nová Ves. Maar in 1990 werd hij overgebracht naar České Velenice, waar hij weer rijvaardig werd gemaakt, zodat hij vanaf het jaar nadien dienst kon doen op de Kinderspoorlijn. In de jaren 1990 ondervond men echter frequente storingen. In 1997 moest hij bijvoorbeeld vanwege de slechte staat van de ketel terug voor onderhoud naar České Velenice. In 1999 werd hij tentoongesteld in het station van Banská Štiavnica.
De wederopbouw van een andere stoomlocomotief voor de Kinderspoorlijn wordt momenteel voorbereid. Het betreft een industriële locomotief van het type ČKD 900 BS 200 ("Krutwig") die voornamelijk werd gebruikt in de bovengrondse bruinkoolmijnen en zich momenteel in het Museum van Oude Machines in Žamberk bevindt.
Vijf passagierswagons zijn nog steeds in gebruik (een dienstvoertuig, twee zomerwagens en twee overdekte wagens), doch het ligt in de bedoeling om ook andere rijtuigen te vernieuwen en te hergebruiken.
De rijtuigen van de Kinderspoorlijn werden vervaardigd aan het begin van de 20e eeuw en zijn afkomstig van de volgende voormalige smalspoorlijnen:
- Gelnica - Mníšek nad Hnilcom - Smolník,
- Hronská Breznica - Banská Štiavnica.

De in gebruik zijnde zomerrijtuigen werden in 1955 in het depot van Žilina ingericht door omvorming van wagens uit het begin van de 20e eeuw. Tijdens deze reconstructie werden nieuwe carrosserieën gebouwd op de originele geraamten.
De bedrijfswagen met de aanduiding D / u 841 is de oudste wagen in Slowakije die nog steeds zijn oorspronkelijke doel dient. Hij werd in 1886 vervaardigd voor de Gelnica-spoorlijn, vanwaar hij in 1955 werd overgebracht naar de toenmalige amateurspoorweg. De tweede dienstwagon D / u 840, die enkele jaren later op de Čermeľ-spoorlijn werd ingezet, staat momenteel op een voetstuk bij het station van Čermeľ.
Op 17 januari 1993 veroorzaakte een onbekende dader een brand in een ABC/u 600-wagen. Hierdoor brandde deze wagen bijna af, tot aan de grond, maar hij werd weder opgebouwd en is sinds 1996 opnieuw ingezet op de Kinderspoorlijn. 
In 1994 werden alle wagons samen met stoomlocomotief U 36.003 opgenomen in de Centrale Lijst van Culturele Monumenten van de Slowaakse Republiek.
De Ca / u 620-wagen, die in 2013 terugkeerde naar de Čermeľ-spoorlijn, is gedeeltelijk aangepast om fietsen te vervoeren. Hij werd aan het publiek voorgesteld op 26 juni 2013.  Deze wagen is bijzonder omdat hij drie compartimenten heeft in de drie historische klassen: de 1e klas, de 2e en de 3e klas.
Vanaf 25 mei 2013 hebben benevens de locomotieven ook de personenrijtuigen van de Kinderspoorlijn een naam. De namen van de wagons werden voorgesteld tijdens een speciaal evenement "Vagón naminy" met een theatervoorstelling voor kinderen.

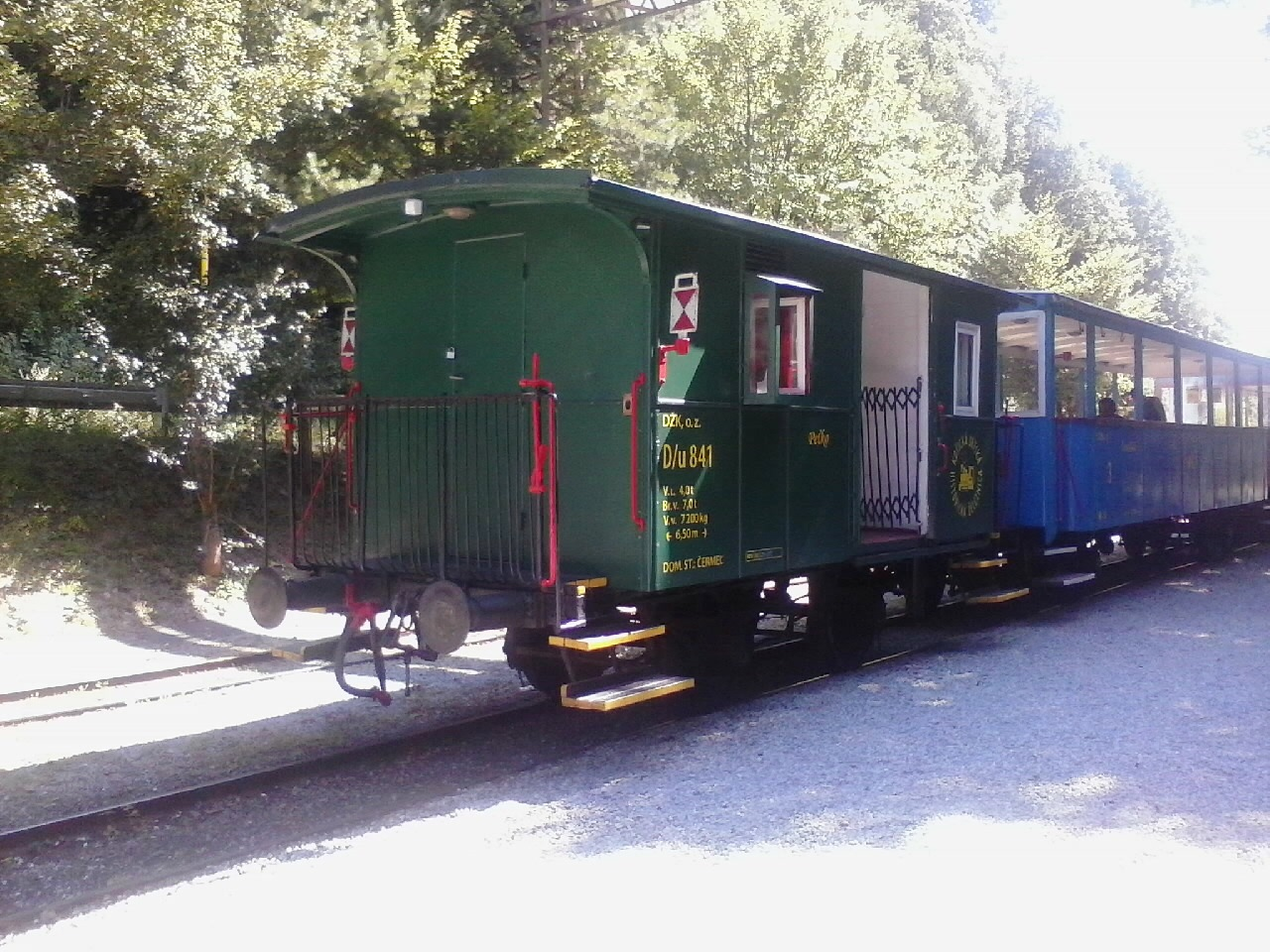
Dienstwagen Pet'ko.
Oorspronkelijk gebouwd als postwagen.

Ze worden als volgt genoemd:
| Voertuig    | Bijnaam | Bouwjaar | Opmerking                                                                                                   |
| ----------- | ------- | -------- | --- |
| ABC / u 600 | Hugo    | 1913     | Oorspronkelijk een 2e klas personenrijtuig                                                                  |
| D / u 840   | Janko   | 1913     | Oorspronkelijk een gesloten goederenwagon                                                                   |
| D / u 841   | Pet'ko  | 1886     | Oorspronkelijk een postwagen                                                                                |
| Ca / u 621  | Samko   | 1910     | Zomerwagen                                                                                                  |
| Ca / u 620  | Kubko   | 1913     | Zomerwagen                                                                                                  |
| Ca/u 610    | Mat'ko  | 1904     | Zomerwagen                                                                                                  |
| Ca / u 601  | Hubert  | 1913     | Op 26 oktober 2013 keerde dit voertuig terug naar de ŽSR.                                                   |
| Ba / ú 132  | Teplý   | 2018     | Afkomstig van de lijn Aigle-Ollon-Monthey-Champéry waar het voertuig dienst deed als controlewagen.         |
| Ba / ú 134  | Studený | 2019     | Afkomstig van de lijn Aigle-Ollon-Monthey-Champéry waar het voertuig dienst deed als rijtuig met stuurpost. |

## Traject
| Station                 | Afstandspunt |
| ----------------------- | ------------ |
| Čermeľ (Čermeľ-Baránok) | 0,0061       |
| Vpred (Čermeľ-Vodáreň)  | 2.0600       |
| Alpinka                 | 3.8030       |

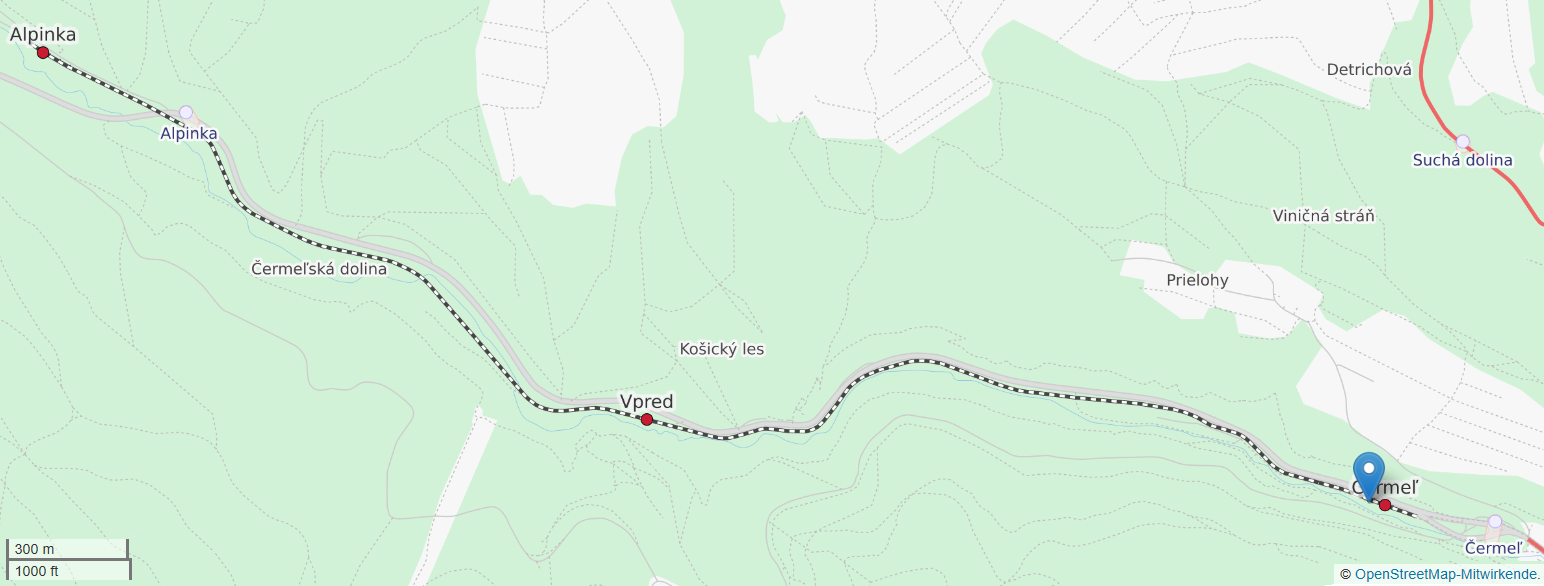
Het traject van de spoorlijn in het noorden van Košice.

De Kinderspoorlijn is 3,9 km lang met een spoorbreedte van 1.000 mm. Het grootste hellingspromille is 24 ‰. De maximaal toegestane snelheid op de lijn is 20 km/u. De lijn heeft noch bochten noch draaischijven. De stations aan de uiteinden van de lijn zijn "kopstations" (doodlopende stations). Het volledige traject van de lijn loopt parallel met de Čermeľský-beek, die in het traject Vpred - Alpinka de spoorlijn op twee plaatsen kruist. Voor het station van Alpinka bevindt zich een overweg die de rijweg Košice - Košická Belá kruist. Deze weg loopt over bijna het gehele traject evenwijdig met de spoorweg.
In het verleden zijn er voorstellen gedaan om het spoor met 974 m te verlengen. Deze uitbreiding zou gerealiseerd worden tussen de Čermeľ-beek en de bosweg. Aan het einde van de uitbreiding stelde men een tweesporige terminus voor, die zou toelaten om de locomotief naar het andere uiteinde van de trein te leiden (zogenoemd: "kopmaken"). Voor dit station werd ook een watervoorziening bedacht om de watervoorraad van de stoomlocomotief aan te vullen. 
Aan het denkbeeldige afstandspunt 4.668 werd een overweg voorgesteld met een overwegbeveiliging die door de rijdende trein zou geactiveerd worden. Rekening houdende met de slechte financiële situatie van de stad Košice is de uitbreiding van de Kinderspoorlijn echter onwaarschijnlijk.